# Jean-Marie Rolland
Pour les articles homonymes, voir Rolland.
Jean-Marie Rolland, né le 25 septembre 1950 à Alger (Algérie française), est un médecin généraliste et homme politique français.
Membre de l'Union pour un mouvement populaire, il est député de la 2e circonscription de l'Yonne de 2002 à 2012.
Il est également conseiller général puis départemental de l'Yonne de 1992 à 2015, élu dans le canton de Vermenton, et préside le conseil général de 2008 à 2011.
Il est aussi maire de Vermenton de 1989 à 2002.

## Biographie

### Naissance et vie privée
Jean-Marie Rolland est né le 25 septembre 1950 à Alger, à l'époque de l'Algérie française.

### Carrière politique
Il est élu député le 16 juin 2002, pour la XIIe législature (2002-2007), dans la deuxième circonscription de l'Yonne et réélu en juin 2007 avec 53,82 % des voix. Il fait partie du groupe UMP. Le 17 juin 2012, il perd le second tour des législatives face au socialiste Jean-Yves Caullet.
Il est président du conseil général de l'Yonne de 2008 à 2011. En mars 2011, réélu conseiller général du canton de Vermenton au second tour de scrutin, il ne se représente pas au fauteuil de président de l'assemblée départementale. André Villiers (Nouveau Centre) lui succède le 31 mars 2011,.

## Mandats
- 20/03/1989 - 20/11/2002 : Maire de Vermenton (Yonne)
- 01/01/1999 - 20/11/2002 : Président de la communauté de communes entre Cure et Yonne
- 19/06/2002 - 17/06/2012 : Député de l'Yonne
- 20/03/2008 - 27/03/2011 : Président du conseil général de l'Yonne
- 29/03/1992 - 29/03/2015 : Conseiller général au Conseil général de l'Yonne

### Mandats actuels
- depuis le 20/03/1989 : Membre du Conseil municipal de Vermenton, Yonne